# 村井武生

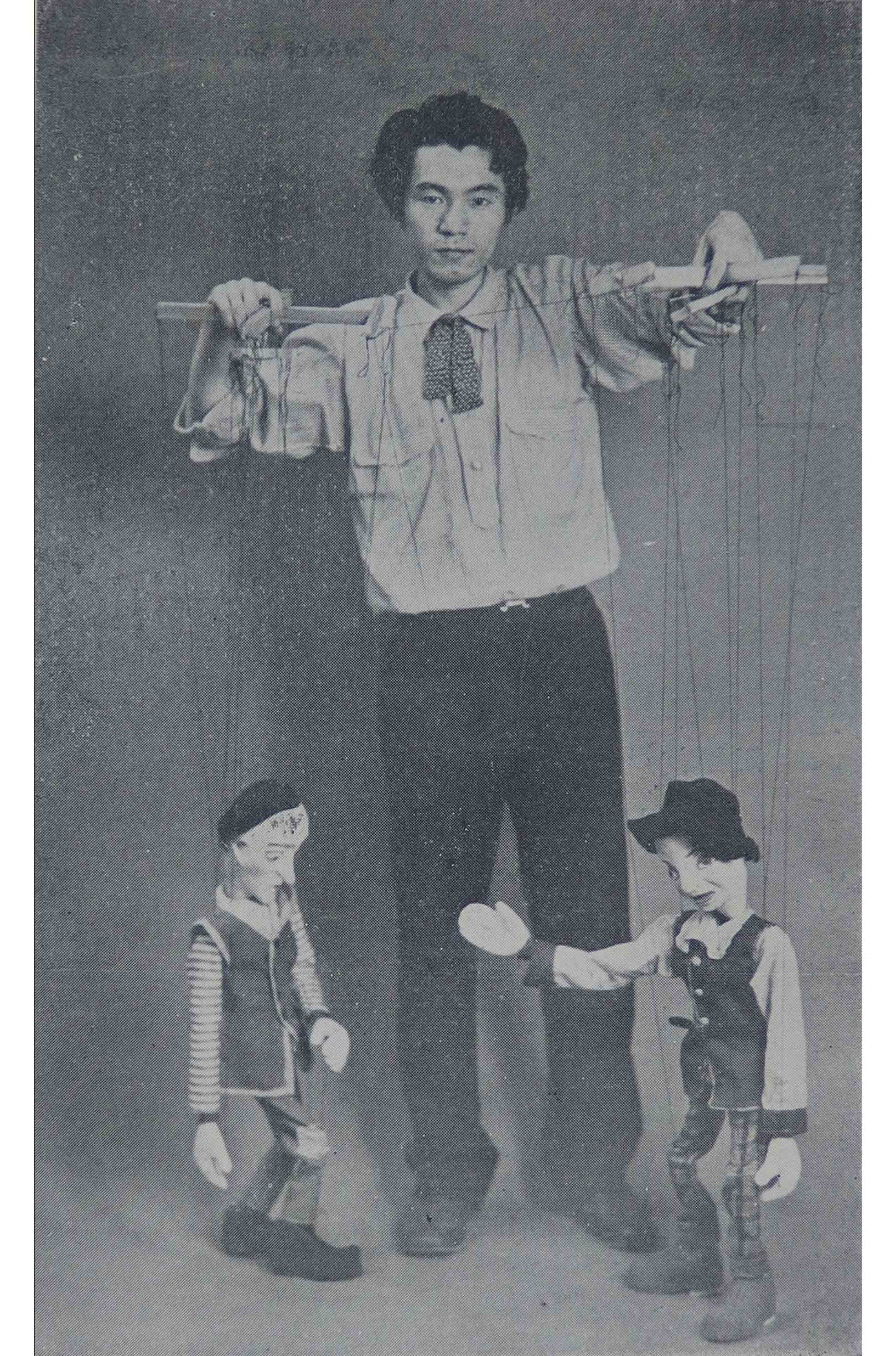
「明日の手工芸」より

村井 武生（むらい たけお、男性、1904年10月11日 - 1946年2月1日）は、日本の詩人。
本名＝邑井武雄。
1904年（明治37年）石川県石川郡美川町（現：白山市）にて生まれる。幼少期に一家は金沢に移り、武雄は文学に興味を持つようになり、室生犀星、木山捷平など多くの詩人と交流し、雑誌を発行する。東京や大阪に転居したが、1934年（昭和 9年）に金沢へ移り、 粟崎遊園の少女歌劇の舞台監督、脚本などに関わる。1940年（昭和15年）中国の太原で新聞局員となり、終戦後、1946年（昭和21年）帰国前に北京にて客死。

## 略歴
- 1904年（明治37年）10月11日 - 石川県石川郡美川町にて父＝清作、母＝よねの長男と生まれる。
- 1913年（大正 2年） - 金沢市殿町へ転居。

- 1917年（大正 6年） - 石川県立金沢第二中学校へ進学。
- 1922年（大正10年） - 第二中学校四学年終了で同校を中退。親友山森政一と成長社を結成。詩歌誌「成長する魂」創刊。吉岡莞、村西清秋、菅原清義、金子薫園、尾山篤二郎、生田蝶介、生田春月、萩原朔太郎らが寄稿。室生犀星に師事。当時のペンネームは邑井芳郎。
- 1922年（大正11年）5月20日 - 父清作死去。
- 1923年（大正12年）3月31日 - 石川県能美郡宮竹小学校に代用教員として就職。「金沢詩人会」を結成し、機関誌「舵の座」を創刊。ペンネームを村井武生に改める。
- 1924年（大正13年） - 「北陸詩人協会」設立。機関誌「詩人祭」を創刊。宮竹小学校を懇願退職。上京し、雑司ヶ谷に住む。
- 1925年（大正14年） - 第一詩集「樹蔭の椅子」を抒情詩社より創刊。
- 1929年（昭和 4年） - 佐藤春夫を所長とするL・L・L玩具製作所を創設し、著名な芸術家達の援助を受け、舞台装置家の 吉田謙吉、彫刻家の浅野孟府、村井武生がメンバーとなり、芸術的な玩具の研究製作とその運動を始める。
- 1930年（昭和 5年） - L・L・L玩具製作所は各地の三越や髙島屋やなどで展示をし、好評を博すが経営難で解散。秋に村井武生は大阪に転居し、人形劇の製作を始める。人形小劇場を創設し、朝日会館や大毎講堂で上演。
- 1931年（昭和 6年） - 南江二郎、小松栄、平井房人、村井武生の四人で宝塚人形劇場を興し、小劇場で白井鉄造の「ジャックと豆の木」を上演。宝塚歌劇生徒と音楽団の助演を得て大好評を得る。
- 1932年（昭和 7年） - 「明日の手工芸」を文化書房より刊行。
- 1933年（昭和 8年） - 第二詩集「着物」を刊行。
- 1934年（昭和 9年） - 招かれて金沢・ 粟崎遊園の少女歌劇創設に参画し、舞台監督となる。
- 1935年（昭和10年） - 北谿纓（くみお）と結婚。村井武生は 北国新聞の記者となるが、名古屋支局勤務の後、退職。
- 1940年（昭和15年） - 単身で華北に渡る。太原新聞の編集局に入り、翌16年に妻子を迎える。
- 1946年（昭和21年）2月1日 - 北京にて病魔に冒され客死。